# Martinus Goris

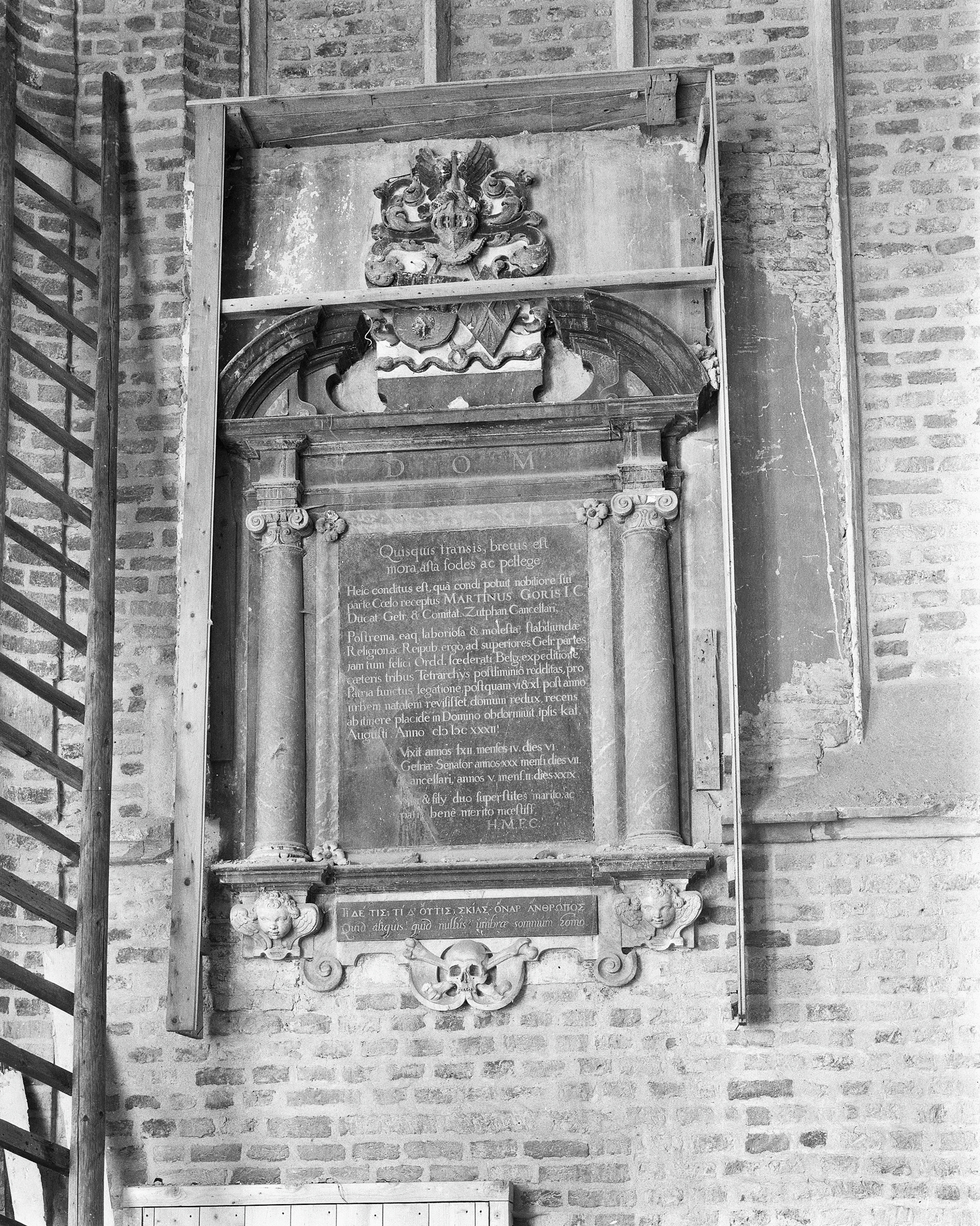
Epitaph des Martinus Goris (Eusebiuskerk Arnhem)

Martinus Goris, latinisiert Martinus Gregorii (* um 1569 in Venlo; † 1. August 1632) war ein niederländischer Jurist und Politiker. 

## Biografie
Martinus Goris wuchs in Frankreich auf. Erstmals fassbar wird er am 20. Juni 1593, als er sich im Album academicum der Universität Genf eintrug. Anzunehmen, durch die Matrikel aber nicht belegt, ist ein juristisches Studium an der Universität Leiden. Am 5. März 1596 wurde er dort zum Doktor der Rechte promoviert. Zunächst ließ er sich in Nijmegen nieder. Am 24. März 1597 berief man ihn als Rat in die Provinzregierung von Gelderland. 1626 war er ältester Rat und im folgenden Jahr Kanzler. Auf einer Reise nach Roermond verstarb er am 1. August 1632 unterwegs unerwartet.
An der Dordrechter Synode 1618/19 nahm er als politischer Kommissar teil und hielt am 13. November 1618 die Eröffnungsrede. Er war als einer der Repräsentanten der Generalstaaten auf dieser Synode mit zahlreichen Beiträgen präsent. Auch die (ebenfalls lateinische) Schlussrede am 9. Mai 1619 trug Goris vor.
Martinus Goris war mit Josina Lamers verheiratet; die Eheleute hatten drei Söhne.
Ein Epitaph für Martinus Goris wurde in der Eusebiuskerk in Arnhem angebracht.